# Frederik Vansina
Frederik (Fred) Vansina (Bern, Zwitserland, 3 juli 1964), is een Belgisch generaal en sedert juli 2024 Chef Defensie.

## Biografie
Vansina werd geboren in Bern, Zwitserland, als zoon van consul Guido Vansina. Hij bracht zijn jeugd door op verschillende diplomatieke standplaatsen in Europa, de Verenigde Staten, en in Congo.
Hij volgde lessen aan de afdeling "Intermachten" van de Koninklijke Cadettenschool in Lier en werd in 1983 opgenomen in de 123e promotie Alle Wapens van de Koninklijke Militaire School.
Hij ondernam de vliegopleiding op vliegbasis Brustem en ontving in 1988 het hoger vliegbrevet. Zijn loopbaan als vliegenier begon hij bij de Eerste Jachtwing op vliegbasis Bevekom, in het 350e Jachtsmaldeel, waar met de Lockheed Martin F-16 Fighting Falcon werd gevlogen. Hij vloog circa 2000 vlieguren op dit toestel, naast nog een duizendtal vlieguren met andere toestellen.
Vansina specialiseerde zich in elektronische oorlogvoering. In 1992 volgde hij de cursus Fighter Weapons Instructor voor bewapening en tactieken. Hij nam deel aan talrijke oefeningen en ontplooiingen.
In 1996 werd de Eerste Jachtwing ontbonden en Vansina werd benoemd in het Stafdepartement Plannen en Programma's (VSP) in Evere. Hij werd er verantwoordelijk voor diverse investeringsprogramma's van de Luchtmacht, in het domein van de jacht- en opleidingsvliegtuigen. Hij was tevens gedurende vier jaar ordonnansofficier van prins Filip.
Vanaf 2000 leidde hij, bevorderd tot majoor-vlieger, het 349e Jachtsmaldeel op de vliegbasis Kleine-Brogel. Als Hoofd Operaties binnen een gemengd Belgisch-Nederlands detachement nam hij, vanuit de Italiaanse basis Amendola, deel aan de operatie "Joint Forge/Joint Guardian" boven de Balkan.
In 2002 volgde hij de Hogere Stafcursus in het Koninklijk Hoger Instituut voor Defensie in Laken. Bevorderd tot luitenant-kolonel stafbrevethouder (SBH) ging hij over naar het Stafdepartement Strategie, waar hij de evolutie van het luchtwapen op lange termijn bestudeerde.
In 2005 werd Vansina bevelhebber van de Vlieggroep van de 10e Tactische Wing. Als detachementscommandant leidde hij het eerste geïntegreerde Belgisch F-16-detachement doorheen de NAVO-evaluatie "Taceval".
In 2007 ging hij over naar COMOPSAIR en nam er de leiding over de Sectie F-16-operaties. Na enkele maanden werd hij commandant van de divisie Operaties. In september 2009 nam hij het bevel op van de 10e Tactische Wing.
Vansina volgde in Rome de "Senior Course" aan het NATO Defence College en werd vanaf februari 2013 stafchef van de Belgische luchtmacht.
In 2014 werd hij bevorderd tot generaal-majoor en tot commandant van de Belgische Luchtmacht. Hij werd tevens per koninklijk besluit benoemd tot vleugeladjudant van koning Filip.
In september 2020 werd hij als commandant van de Belgische Luchtmacht vervangen door Thierry Dupont en stapte hij over naar het stafdepartement Strategie waar hij de implementatie van de nieuwe vliegtuigen zal begeleiden.
Hij werd vice-stafchef van defensie van maart 2023 tot juli 2024 toen hij stafchef werd van de  Belgische strijdkrachten als opvolger van admiraal Michel Hofman die op pensioen ging.

## Voorzitter European Air Group
Op 15 januari 2020 werd Vansina, voor een periode van twee jaar, de zeventiende voorzitter van de European Air Group (EAG), in opvolging van de Italiaanse generaal Alberto Rosso.
De intergouvernementele organisatie EAG coördineert de operationele samenwerking tussen de luchtmachten van de lidstaten. Ze bekommert zich voornamelijk om projecten in vier domeinen: luchtoperaties, troepenbescherming (force protection), logistiek en ICT/cyber.
De EAG werd de opvolger in 1998 van de in 1995 opgerichte French-British European Air Group. Dat jaar traden België, Duitsland, Italië, Nederland en Spanje toe. De luchtmachtcommandanten van de zeven deelnemende lidstaten, wisselen elkaar tweejaarlijks af als voorzitter. Het hoofdkwartier van de EAG bevindt zich op de RAF-basis van High Wycombe in het Verenigd Koninkrijk.

## Privé
Vansina is gehuwd en vader van een dochter.

## Onderscheidingen
- 1996 : Ordonansofficier van prins Filip
- 2000 : Commandeur in de Kroonorde[6]
- 2014 : Commandeur in de Leopoldsorde[7]
- 2016 : Vleugeladjudant des Konings[8]